# Alessandro Serpieri (1823-1885)
Alessandro Serpieri (San Giovanni in Marignano, 31 ottobre 1823 – Fiesole, 22 febbraio 1885) è stato uno scienziato e presbitero italiano che si occupò di astronomia, sismologia, meteorologia e fisica. Svolse gran parte del suo lavoro ad Urbino dove, oltre a svolgere la sua attività di scienziato, fu docente sia del Collegio dei Padri Scolopi sia dell'Università.

## Biografia

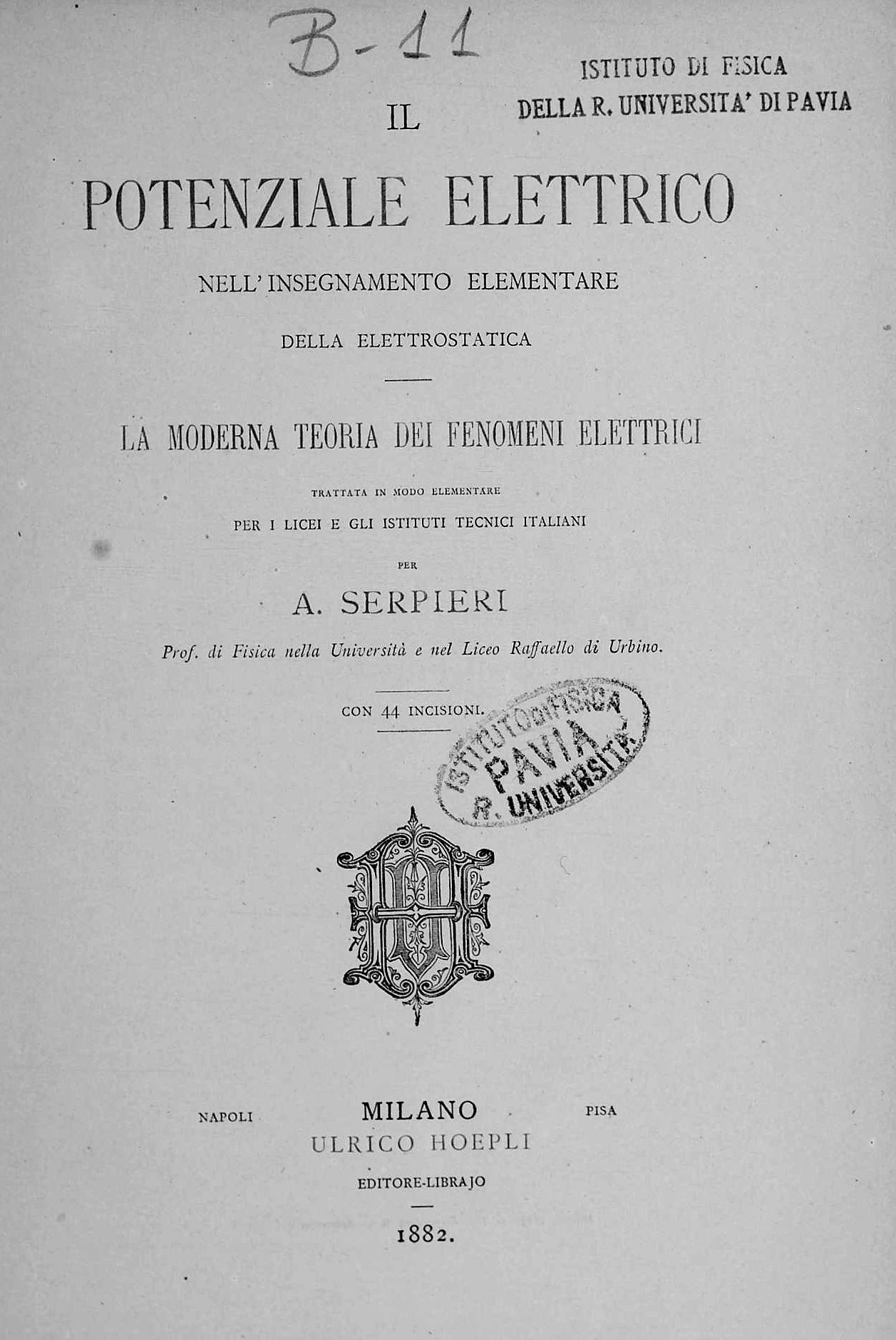
Potenziale elettrico nell'insegnamento elementare della elettrostatica, 1882

Alessandro Serpieri nacque a San Giovanni in Marignano il 31 ottobre del 1823. Fu a Rimini che Alessandro ricevette la sua prima educazione, imparò a leggere e a scrivere sia l'italiano che il latino sotto la guida dei fratelli sacerdoti Speranza. Frequentò poi il collegio dei Padri delle Scuole Pie di Urbino fino all'età di 15 anni. Il collegio ebbe un'importante influenza sulla vita del ragazzo, fondato dal pontefice urbinate Clemente XI, era infatti retto dai monaci Scolopi noti per il valore del loro insegnamento scientifico e culturale. In questo ambiente nacque in Alessandro anche la vocazione al sacerdozio. Entrò come novizio delle Scuole Pie presso il collegio di Firenze, dove, concluso il tirocinio nel 1840 si dedicò ai primi studi astronomici, grazie anche alla presenza del prestigioso osservatorio fiorentino. Ebbe noti e validi insegnanti nel Collegio fiorentino, tra i quali Giovanni Inghirami (sismologo e astronomo), Geremia Barsottini, maestro di Giosuè Carducci. 
Già nel 1843, il giovane Alessandro, riuscì ad ottenere una cattedra presso il Convitto Tolomei di Siena, insegnando matematica e filosofia fino al 1846. Nello stesso anno ottenne sia la cattedra di fisica e filosofia presso il Collegio d'Urbino, sia la cattedra di fisica presso l'Università di Urbino. Notevole fu l'attaccamento di Serpieri a questa città, infatti quasi tutte università italiane gli offrirono una cattedra ma lui, puntualmente, rifiutò sempre. Il 2 luglio 1848 venne consacrato sacerdote ed ebbe l'incarico di Ministro presso il convento degli Scolopi, dove si occupò dei giovani e della loro educazione morale e intellettuale. 
Non molto più tardi ebbe anche l'incarico di Rettore dell'università. Tra i suoi studenti ebbe anche il poeta Giovanni Pascoli che frequentò il Collegio di padri Scolopi dal 1862 al 1871. Nella città di Urbino svolse anche la sua prolifica attività di scienziato dove produsse trenta scritti di astronomia, undici di fisica (alcuni dei quali tradotti in varie lingue), quindici di meteorologia e quattordici di sismologia, comprendenti sia elaborazioni teoriche che accurate raccolte di dati; scrisse anche riguardo a questioni religiose, filosofiche e pedagogiche, e infine è considerevole anche un epistolario contenente circa mille lettere autografe. Sia al collegio che all'Università il suo approccio didattico era basato sulla partecipazione attiva degli studenti alle sue lezioni, che erano costantemente sollecitati a completare per proprio conto i ragionamenti e le dimostrazioni inerenti alle leggi studiate. 
Ogni anno accademico era per Serpieri occasione di ampliare e trattare nuovi temi, riprendeva e aggiornava di continuo le sue lezioni, dedicando particolare cura al metodo di insegnamento dei concetti. Tuttavia la sua attività di professore non era solo mirata all'insegnamento di contenuti conoscitivi, ciò che desiderava trasmettere era la passione allo studio e alla scoperta, ma questo fu possibile solo grazie alla sua intensa attività di scienziato ricercatore. Questa incessante attività ebbe però fine nel 1884 quando, in seguito ad un provvedimento che prevedeva la secolarizzazione degli istituti di istruzione religiosi. Nonostante il provvedimento, Serpieri non lasciò la città e grazie al suo prestigio gli fu concesso di mantenere il posto da insegnante, ma decise comunque di andarsene insieme a tutti i suoi confratelli. Si trasferì presso il collegio di Badia Fiesolana dove ottenne presto il ruolo di rettore. Poté quindi, grazie a questo incarico, continuare i suoi studi, e tenne anche qualche lezione nel Liceo degli Scolopi di Firenze. Morì il 22 febbraio 1885, all'età di 61 anni, non riuscendo mai più a ritornare alla sua amata Urbino. Per interessamento di padre Celestino Zini venne prima associato all'Oratorio della Misericordia di Firenze per essere poi tumulato nel camposanto di Pinti in una sepoltura distinta.

## I contributi scientifici

### Astronomia
Alessandro Serpieri si occupò di astronomia sin dall'epoca dei suoi primi studi. Data la ristrettezza economica e la scarsità di strumenti, nella città di Urbino si limitò allo studio di fenomeni astronomici visibili ad occhio nudo, si concentrò maggiormente sullo studio delle stelle cadenti, delle aurore boreali e della luce zodiacale. Grazie alle numerose osservazioni compilò una serie di effemeridi molto dettagliate e precise che furono utilizzate da numerosi scienziati in Europa. In merito allo studio degli sciami meteorici Alessandro Serpieri dedicò gli anni dal 1847 al 1875, pubblicando undici scritti. In particolare Serpieri riuscì a determinare con precisione la forma e la posizione di alcuni radianti, tra cui quello dello sciame meteorico delle Perseidi. Questi studi furono pubblicati in un articolo del 1867 “Sulla teoria fisica delle stelle cadenti”. Dagli suoi studi sulle stelle cadenti nacque anche una ricca corrispondenza con Giovanni Schiaparelli, il quale si confrontò con Serpieri per elaborare la sua ipotesi secondo la quale le stelle cadenti sono originate dai detriti lasciati dalle comete. Per quanto riguarda lo studio della luce zodiacale e delle aurore boreali, Serpieri elaborò una teoria “cosmico-atmosferica” (teoria che fu poi smentita) secondo la quale i due fenomeni sarebbero entrambi originati dall'interazione della radiazione solare con l'atmosfera.

### Sismologia
A partire dal 12 marzo 1873, giorno nel quale un violento terremoto scosse la penisola italiana, Alessandro Serpieri si dedicò allo studio approfondito e sistematico degli eventi sismici in Italia. A seguito di tale evento infatti lo scienziato intraprese la raccolta di enormi quantità dati sul sisma, servendosi di un sismografo da lui stesso costruito, oltre che delle testimonianze di una vasta rete di corrispondenti e delle osservazioni in prima persona. Dalla raccolta dei dati selezionò le informazioni che ritenne più significative, ed elaborandole riuscì a definire la fisionomia del sisma con grande precisione. In un'analisi successiva rilevò alcune aree della superficie terrestre che risultavano essere le prime colpite dal sisma. Quindi cercò di spiegare la propagazione delle scosse in analogia con il fenomeno delle stelle cadenti: come le stelle cadenti sembrano provenire e diramarsi a partire da un punto radiante, così la scossa sismica si propaga a partire da un “radiante sismico”. Un'altra importante osservazione che fece fu sullo strano comportamento degli animali nei minuti precedenti al sisma. Secondo l'interpretazione Serpieri, infatti, il sisma è preceduto da perturbazioni elettriche e magnetiche, alle quali gli animali sono sensibili. Questa ipotesi fu confermata dal fatto che in occasione dei terremoti si erano notate nelle stazioni telegrafiche frequenti perturbazioni galvanometriche. Così nacque in lui l'idea che gli uffici telegrafici potessero essere trasformati all'occasione in osservatori sismici. Questa idea fu colta con grande entusiasmo dalla direzione italiana dei Telegrafi Italiani, che nel 1873 stabilì che in caso di terremoto le comunicazioni si dovessero interrompere per studiare e registrare tutte le correnti accidentali che si formavano durante il corso del sisma. Nacque così, grazie a Serpieri, il primo servizio telegrafico di corrispondenza sismica in Italia. Per quanto riguarda l'aspetto teorico, si schierò apertamente contro la “teoria plutonica”, ipotizzando che il sisma sia originato a causa di grandi esplosioni nella profondità del suolo dovute a attività vulcaniche sotterranee capaci di sollevare le rocce soprastanti. Questa teoria del “vulcanismo profondo”, ebbe molto seguito e fu sviluppata da Giuseppe Mercalli e Carlo de Stefani, ed è tuttora usata come spiegazione di alcuni eventi sismici. Il contributo di Serpieri alla sismologia fu straordinario, in un'epoca in cui era ancora una disciplina pionieristica, seppe concepire modernamente la sismologia come fisica terrestre, ponendo le fondamenta per una nuova disciplina, basata sulla raccolta dei dati e sulla loro elaborazione. Il suo lavoro sismologico è contenuto in due saggi, che riscossero successo anche all'estero: “Il terremoto e le sue leggi - Teorie e predizioni” del 1873 e “Il Terremoto” del 1878.

### Meteorologia
Molto importante fu anche il lavoro svolto in campo meteorologico: dal primo maggio 1850 fino a tutto il 1883 Serpieri annotò con cura, giorno per giorno, pressione, temperatura, umidità, precipitazioni, vento, concentrazione di ozono, aspetto delle nubi e intensità della nebbia. Da questo lavoro nacquero numerosi scritti come “Bullettino meteorologico di Urbino” del 1866 o “I Registri delle Osservazioni” contenenti numerose tabelle di dati. Grazie questa attività di registrazione oggi, la città di Urbino, può vantare il più ampio e antico registro di dati meteorologici d'Italia. Sempre nel 1850, insieme alle prime osservazioni meteorologiche Serpieri fondò il primo osservatorio meteorologico delle Marche, con lo scopo di far progredire la meteorologia (scienza appena nata all'epoca) e di educare i giovani allo studio dell'atmosfera. Nonostante la volontà dello scienziato di fondare un osservatorio nazionale, solamente nel 1880 fu effettivamente fondata la Società Meteorologica Italiana, a Torino, alla quale Serpieri collaborò attivamente.

### Fisica
Per quanto riguarda gli studi in campo fisico da citare sono tre saggi scritti tra il 1868 e il 1884: “Sulla forza”, “Potenziale elettrico” e “Misure assolute”, che ebbero notevole successo anche all'estero. Nonostante le ristrettezze economiche dell'Università, Serpieri raggiunse diversi risultati importanti: riuscì a verificare la possibilità di trasmissione simultanea di correnti elettriche opposte in uno stesso filo, ed effettuò alcuni esperimenti sui telefoni evidenziandone alcune lacune rispetto alle elaborazioni teoriche sul loro funzionamento. Pubblicò inoltre delle relazioni su alcune esperienze con i tubi catodici ideati dall'inglese William Crookes, che lo rendevano il primo fisico in Italia, insieme ad Augusto Righi, ad occuparsi dell'argomento. Nel saggio “La forza considerata nelle sue principali trasformazioni” del 1868, egli proponeva una visione unitaria dei fenomeni fisici unificati sotto lo stesso concetto di forza. In particolare indagava i fenomeni concernenti i quattro grandi campi di studio della fisica ottocentesca: termodinamica, ottica, elettricità e magnetismo, con il tentativo di sostituire la pluralità degli “imponderabili” (si credeva all'epoca che i fenomeni fisici fossero causati da perturbazioni in particolari fluidi imponderabili) con una semplice dinamica della materia ponderabile fondata sul concetto di forza. L'obiettivo era quindi quello di semplificare l'articolazione interna alla fisica al fine di rendere più efficace il progresso dell'indagine fisica. Questo lavoro avrebbe dovuto essere molto più ampliato e integrato in un progetto più ampio ma, purtroppo, le sue condizioni di salute si facevano via via sempre più gravi. Tuttavia più che per il valore teorico, le opere di Serpieri furono apprezzate soprattutto per il loro valore divulgativo e didattico.

### La divulgazione scientifica
L'obiettivo della gran parte delle sue opere era la divulgazione di concetti scientifici per un pubblico sempre più vasto, e il suo linguaggio di esposizione semplice e chiaro rende ancor più efficace le sue opere. È considerato in questo senso un capolavoro il saggio “Il potenziale elettrico nell'insegnamento elementare della elettrostatica” del 1882 con il quale introduceva in maniera semplificata ed elementare il concetto di potenziale elettrico, senza ricorrere al calcolo infinitesimale. Il metodo usato nella trattazione di questi concetti era rigoroso e semplice, facendo appello alla matematica più elementare; in questo modo era possibile l'insegnamento del potenziale elettrico anche ad un livello non universitario. Ad ampliamento di questo scritto uscì il trattato “Misure assolute” del 1884. Sono quindi le qualità formative del sapere scientifico che emergono dai suoi lavori, nell'ottica che studiare la scienza significhi educare la mente al ragionamento e all'amore per la verità e che quindi questo processo di istruzione abbia anche valore di formazione morale.

## Opere
- Potenziale elettrico nell'insegnamento elementare della elettrostatica, Milano, Hoepli, 1882.